# Testament Lenina

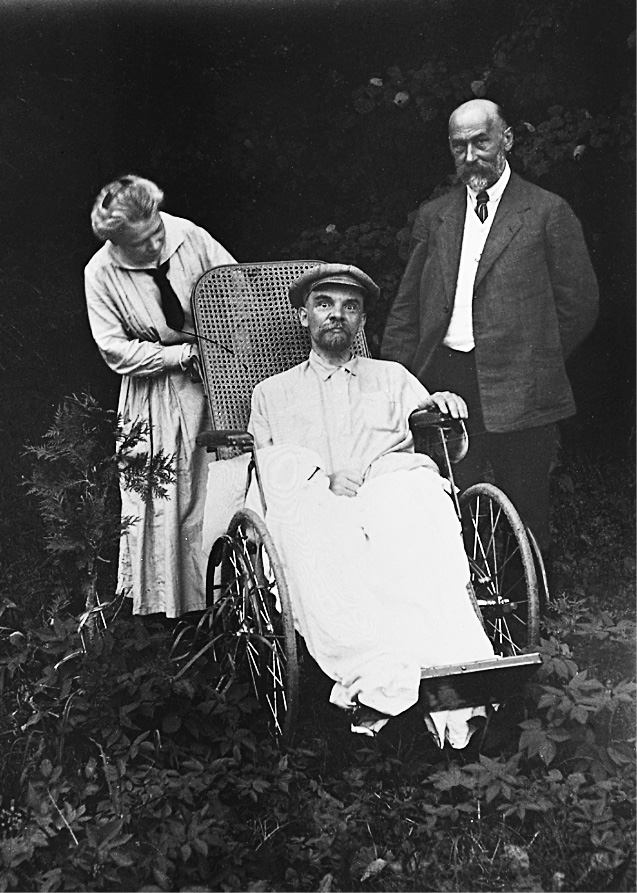
Włodzimierz Lenin, zdjęcie z 1923 roku z siostrą Anną Jelizarową-Uljanową i jednym ze swoich lekarzy

Testament Lenina – potoczna nazwa Listu do zjazdu, przesłania politycznego Włodzimierza Lenina; zbiór notatek dyktowanych przez niego w ostatnich tygodniach świadomego życia w grudniu 1922, zanim trzeci (ostatni) udar mózgu nie pozbawił go mowy i praktycznie świadomości. Lenin w swoich zapiskach charakteryzował, pod kątem predyspozycji do kierowania RKP(b), sześciu czołowych przywódców bolszewickich: Trockiego, Zinowjewa, Kamieniewa, Bucharina („ulubieńca partii”), Piatakowa i Stalina. Lenin nie wskazał jednoznacznie swojego następcy, dostrzegając w każdym z wymienionych zarówno zalety, jak i wady; „testament” koncentruje się głównie na Trockim, którego Lenin nazywa najwybitniejszym (jednak zarzuca mu niebolszewizm) i Stalinie (wobec którego Lenina największy zarzut dotyczy zbytniej brutalności, braku ogłady). Dokument został odczytany jedynie w regionalnych grupach delegatów podczas XIII Zjazdu RKP(b) i następnie, ponieważ nie był przeznaczony do publikacji, utajniony, po czym krążył tylko jako wydany podziemnie (tzw. samizdat).
W ZSRR w okresie stalinowskim (zwłaszcza w okresie wielkiego terroru) samo posiadanie tekstu testamentu politycznego Lenina stanowiło już podstawę do aresztowania i wyroku z art. 58 kodeksu karnego RFSRR za „podżeganie do terroru” (poprzez wezwanie do usunięcia Stalina ze stanowiska).